# Roland Hislop

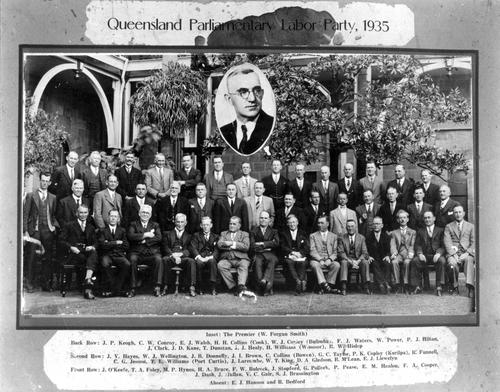
Gruppenbild der Parlamentsfraktion der Labor Party in Queensland, 1935 – Hislop befindet sich ganz rechts in der hinteren Reihe.

Roland William Hislop (* 20. April 1884 in Brisbane, Queensland; † 30. Mai 1948 ebenda) war ein australischer Politiker und Mitglied der Legislative Assembly of Queensland.

## Leben
Hislop wurde in Brisbane als Sohn von William Hislop und Alice Hislop (geb. Toyne) geboren und erhielt dort seine Erziehung. Nach seinem Abschluss arbeitete er als Möbelhersteller und trat später in die Politik ein, wo er als Wohlfahrtsbeauftragter beim Queensland Apprenticeships Committee tätig war.
Hislop heiratete am 21. Dezember 1909 Daisy Elizabeth Davidge, die im Jahr 1953 verstarb. Er selbst starb im Mai 1948 und wurde im Mount Thompson Crematorium eingeäschert.

## Öffentliche Karriere
Bei den Staatswahlen in Queensland im Jahr 1935 gewann Hislop den Sitz von Sandgate für die Labor Party und besiegte James Kenny von der Country and Progressive National Party. Hislop behielt den Sitz für sechs Jahre, bevor er bei den Staatswahlen in Queensland 1941 von Eric Decker von der Country Party besiegt wurde.